# 清水武仁
清水 武仁（しみず たけひと、1966年10月28日 - ）は、日本の音楽プロデューサー、作曲家、編曲家、ギタリスト。鳥取県出身。エイベックス・マネジメント所属。

## 来歴
1991年、竹内光雄（Vo）、四谷哲臣（B）、橋本幸光（Dr）とのバンドJOE-ERKを結成。1993年、アルバム『LIVING ALONE』でインディーズデビュー。同年の解散後はaccess、浅倉大介のサポートギタリストとして活動。1996年、緒方豊和（Vo）、大西隆浩（B）、田中忠幸（Dr）とのバンドMAJESTYとしてシングル『TREASURE TIME』でメジャー・デビュー。4枚のシングル、1枚のアルバムを発表する。1997年の解散後はaccess、浅倉大介、貴水博之、コタニキンヤ、木村由姫、宇都宮隆、BoAなどのアーティストのツアー、レコーディングに参加。2003年、梅崎俊春、中野雄太とのユニットHΛLに加入。浜崎あゆみ、鈴木亜美、玉置成実、上戸彩、HIGH and MIGHTY COLORなど多くのアーティストの作曲、編曲、プロデュースを手掛ける。2010年、HΛLを脱退。現在は作曲家、編曲家として再び個人で活動している。

## 受賞歴
日本レコード大賞 優秀作品賞
- 第56回（2014年） アレンジ・シングル『さよならの前に』（AAA）
- 第58回（2016年） アレンジ・シングル『涙のない世界』（AAA）

## 主な楽曲提供
個人名義。HΛLとしての提供曲は該当記事を参照。
- アイドルカレッジ
  - 「フジヤマサンライズ」（編曲）
- i☆Ris
  - 「Dream☆Land」（編曲）
  - 「ユメノツバサ」（編曲）
  - 「ココロノヲト」（編曲）
  - 「ミライノナマエ」（編曲）
  - 「Summer Vacation Love」（編曲）
  - 「NEXTAGE」（編曲）
  - 「鏡のLabyrinth」（編曲）
  - 「真夏の花火と秘密基地」（編曲）
  - 「Shining Star」（編曲）
- 藍井エイル
  - 「GENESIS」（編曲）
- AXL21
  - 「Ready Go!!」（作曲・編曲）
  - 「Evolution」（作曲・編曲）
- 生沢佑一
  - 「WARRIORS」（編曲）
- 漆原静乃（悠木碧）
  - 「Guilty Heavenly」（編曲）
- AKB48
  - 「High school days」（編曲）
- エイラ・イルマタル・ユーティライネン（大橋歩夕）
  - 「PI・PI・PIANO」（編曲）
- X21
  - 「キヨミ・ソング」（編曲）
  - 「ハッピーアプリ」（編曲）
  - 「Who is X!?」（編曲）
  - 「絶対ヒロイン」（編曲）
  - 「カラフルしましょ」（編曲）
- 遠藤舞
  - 「モノクロ」（編曲）
- カガリ・ユラ・アスハ（進藤尚美）
  - 「Precious Rose」（編曲）
- 北乃きい
  - 「ずっと、いっしょだね」（編曲）
- ゲルトルート・バルクホルン（園崎未恵）
  - 「願い 〜I believe〜」（編曲）
- コタニキンヤ.
  - 「silent scene」（編曲）
  - 「Continuation」（作曲・編曲）
  - 「Smashing Blue」（編曲）
  - 「aerial」（編曲）
- キャンディーマキアート from SUPER☆GiRLS
  - 「年下の男の子」（編曲）
- KinKi Kids
  - 「Morning Glory」（編曲）
- 桜井美南
  - 「Early Summer」（編曲）
- シャーロット・E・イェーガー（小清水亜美）
  - 「SPEEDSTER」（編曲）
- SHOW-WA
  - 「君の王子様」（編曲）
- SUPER☆GiRLS
  - 「絶対自分前進宣言!」（編曲）
  - 「1,000,000☆スマイル」（編曲）
  - 「南風パヤパヤ」（編曲）
  - 「シアワセワンダーランド」（編曲）
  - 「DREAM SEEKER」（編曲）
  - 「Catch The Dream」（編曲）
  - 「GLORY」（編曲）
  - 「「サヨナラ」なんて」（編曲）
- 鈴木亜美
  - 「graduation」（編曲）
- 星華学院芸能部 team. アルタイル
  - 「脳内ONLY」（編曲）
  - 「うさみみ・の・そらみみ」（編曲）
- 貴水博之
  - 「Wish in the dark」（作曲）
  - 「JUSTICE」（編曲）
- Cheeky Parade
  - 「Cheeky dreamer」（編曲）
- DiVA
  - 「大スキ+大キライ=大好き!」（編曲）
- Dream5
  - 「シェキメキ!」（作曲・編曲）
  - 「CRAZY GONNA CRAZY」（編曲）
  - 「Believe」（編曲）
  - 「宝物」（編曲）
- AAA
  - 「虹」（編曲）
  - 「風に薫る夏の記憶」（編曲）
  - 「さよならの前に」（編曲）
  - 「ぼくの憂鬱と不機嫌な彼女」（編曲）
  - 「涙のない世界」（編曲）
  - 「Calling」（編曲）
  - 「笑顔のループ」（編曲）
- にゅるズ
  - 「はじまりは隣の席でした」（編曲）
- 乃木坂46
  - 「やさしさなら間に合ってる」（編曲）
- 原田ひとみ
  - 「Once」（作曲）
- petit milady
  - 「100%サイダーガール」（編曲）
  - 「Fortune Future!」（編曲）
  - 「ハジマリズム」（編曲）
  - 「パレーディア」（編曲）
  - 「YAYAKOSHI GIRL」（編曲）
  - 「rainy! rainy! rainy!」（編曲）
  - 「Eat or Love??」（編曲）
  - 「アドリブ」（編曲）
- MATSURI
  - 「アヴァンチュール中目黒」（編曲）
- 水樹奈々
  - 「Invisible Heat」（編曲）
  - 「WHAT YOU WANT」（編曲）
- 光岡昌美
  - 「OUT of STEP」（編曲）
- 水瀬いのり
  - 「えらいこっちゃ!」（編曲）
- 宮藤芳佳（福圓美里）
  - 「Blue Canvas」（編曲）
- LiSA
  - 「ナミダ流星群」（作曲・編曲）
- Little Voice
  - 「ハッピーライフ」（編曲）
- 大野雄大(from Da-iCE)
  - 「この道の先に」（編曲）
- Lilac
  - 「Hello」（編曲）
  - 「テレパシー」（編曲）
  - 「よくばり」（編曲）

## 主なライブ参加
- access
- 浅倉大介
- コタニキンヤ.
- 貴水博之

## 主なレコーディング参加
- access
- 宇都宮隆
- GALETTe*
- 木村由姫
- 後藤真希
- 玉置成実
- T.M.Revolution
- 東京パフォーマンスドール
- Dream
- 浜崎あゆみ
- 日笠陽子
- BoA
- AAA